# Boti García Rodrigo
María Dolores García Rodrigo, coneguda com a Boti García Rodrigo (Madrid, 30 maig de 1945) és una reconeguda activista pels drets LGTBI, actual directora general de Diversitat Sexual i Drets LGTBI des 2020.
Va ser presidenta de la Federació Estatal de Lesbianes, Gais, Trans i Bisexuals (FELGTB), i l'Ajuntament de Madrid li va atorgar la Medalla d'Or en 2018. Boti García Rodrigo dedica la seva medalla a Madrid de les 'subversives' i el dels carrers 'tenyides de arc de sant Martí'. Es defineix així mateix com "ovella negra des de molt jove, malfactora i perillosa social, enamorada de Madrid i orgullosa activista LGTBI".

## Trajectòria
És llicenciada en Filosofia i Lletres per la Universitat Complutense de Madrid. Va exercir la docència durant més d'una dècada i va ser posteriorment funcionària pública.
A mitjans dels anys 90 es va integrar en el Col·lectiu LGTB de Madrid COGAM, de què va arribar a ser vicepresidenta i posteriorment presidenta. El 2000, es va incorporar a l'executiva de FELGTB com a responsable de relacions institucionals, i març de 2012 fins 2015 va ser el seu president, substituint Antonio Poveda en el càrrec. Actualment forma part del seu Comitè Consultiu.
El 2004, García va acompanyar a Esquerra Unida com a candidata al Congrés dels Diputats amb el número 6 per Madrid a petició de Gaspar Llamazares. Aquest mateix any, va assistir en representació d'IU a la besada multitudinària convocada per la FELGTB davant la catedral de l'Almudena en què van participar 300 homosexuals, per protestar contra la «intolerància» de l'església catòlica i el suport del Partit Popular . Per a les següents eleccions, el 2008, García va repetir amb IU aquest cop anant al número 7 de la llista, i el 2011 ho va fer amb EQUO al número 6, sent la primera lesbiana, presidenta en actiu d'un col·lectiu LGTB, que va ostentar aquest lloc a Espanya.
Al gener de 2020 García va ser nomenada directora general de Diversitat Sexual i Drets LGTBI de l' Ministeri d'Igualtat, dirigit per la ministra Irene Montero. Va prendre possessió del càrrec el 31 de gener.

## Reconeixements
El 7 d'abril de 2013, en la II Edició dels Premis Adriano Antinoo que lliura l'associació sevillana LGTB del mateix nom en col·laboració amb la Fundació Cajasol, García va ser una de les set guardonades, per la seva lluita per la igualtat i la llibertat de les persones.
El 15 de maig de 2018, en la festivitat de Sant Isidre, l'alcaldessa de Madrid, Manuela Carmena, va lliurar a García la Medalla d'Or com a reconeixement a la seva trajectòria d'activisme i lluita pels drets del col·lectiu LGTBI. Les altres medalles van ser atorgades a l'actriu Concha Velasco, a l'enginyera del CSIC Elena García i a l'equip d'hoquei femení del Club de Campo.
En 2019, se li va concedir el premi estatal de Voluntariat Social en la modalitat individual.

## Vida personal
Després d'una relació de deu anys amb la també activista Beatriz Gimeno, es van casar el desembre de 2005, en un casament oficiat per Inés Sabanés i en què van participar el regidor Pedro Zerolo del PSOE i Luis Asua del PP. A la cerimònia van assistir 110 convidats entre els quals hi havia el coordinador general d'IU, Gaspar Llamazares, la secretària d'Estat de Cooperació Internacional, Leire Pajín, el Defensor del Poble (ararteko) del País Basc, Íñigo Lamarca, l'escriptora Almudena Grandes i el poeta Luis García Montero. Actualment està divorciada.